# Zell am Moos
Zell am Moos is een gemeente in de Oostenrijkse deelstaat Opper-Oostenrijk, gelegen in het district Vöcklabruck. De gemeente heeft ongeveer 1400 inwoners.

## Geografie
Zell am Moos heeft een oppervlakte van 25 km². De gemeente ligt in het zuidwesten van de deelstaat Opper-Oostenrijk. Het ligt ten noordoosten van de deelstaat Salzburg en ten zuiden van de grens met Duitsland.

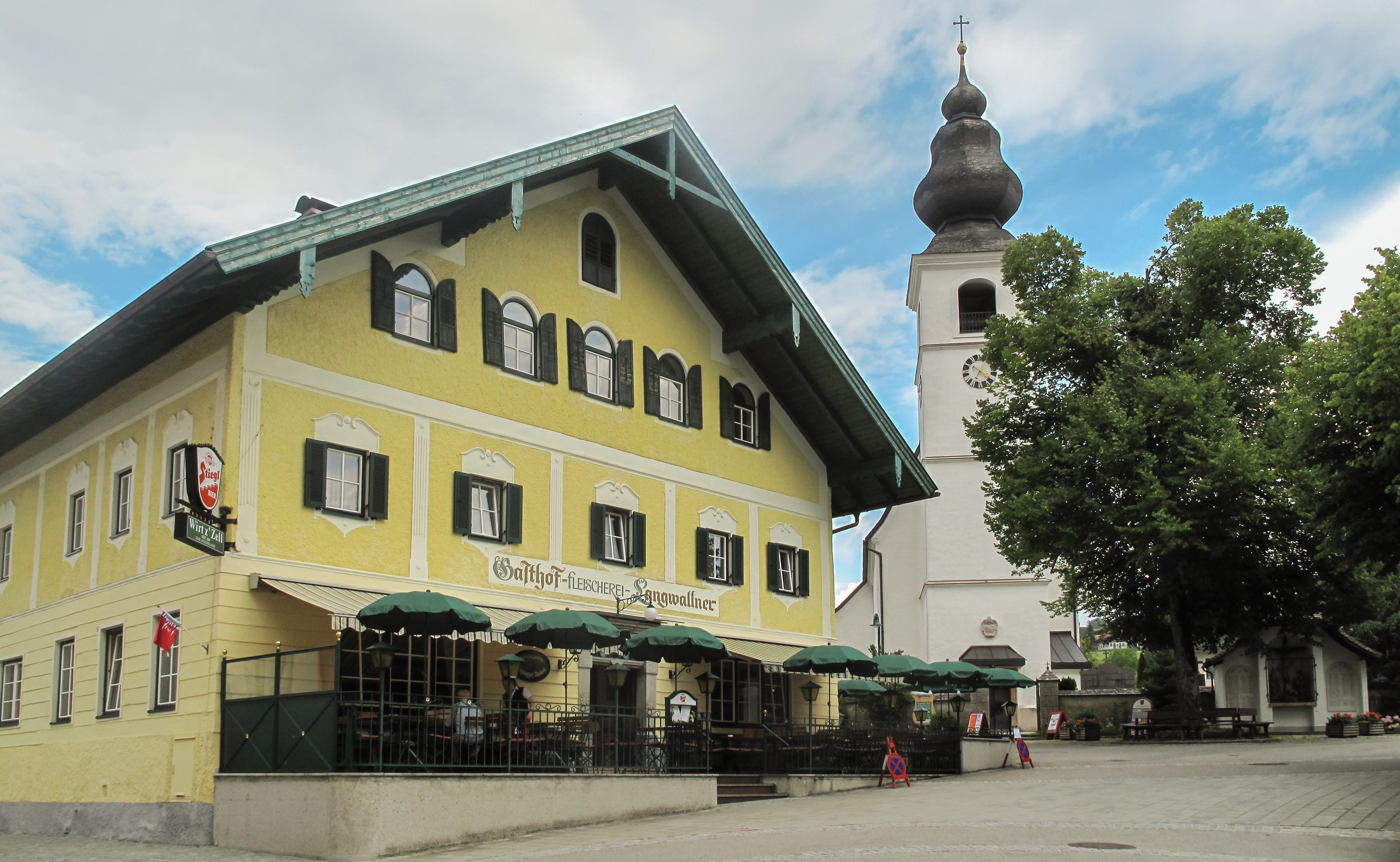
Zell am Moos, kerk en pension

- Gemeinsame Normdatei: 4401559-8
- Virtual International Authority File: 240520014